# Seppi Amrein
Seppi Amrein (* 29. Juli 1904 in Malters; † 23. August 1979 in Luzern) war ein Schweizer Karikaturist, Werbegrafiker und Illustrator.

## Leben
Seppi Amrein wuchs in ärmlichen Verhältnissen auf und musste als Kind einige Jahre als Verdingbub arbeiten. Als Mitglied des Luzerner Leichtathletikclubs nahm er an zahlreichen Läufen teil. In dieser Zeit besuchte er die Luzerner Kunstgewerbeschule.
Als er an Tuberkulose erkrankte, war seine sportliche Tätigkeit beendet und es folgte eine Liegekur im Sanatorium in Davos. Zum Zeitvertreib zeichnete er dort und wurde schliesslich vom Chefarzt ermutigt, seine Arbeiten den Printmedien anzubieten. 1932 erschienen dann erstmals Karikaturen von Seppi Amrein im Bärenspiegel und in der Zürcher Illustrierte.
Ab Mitte der 1930er Jahre etablierte er sich als Karikaturist und seine Arbeiten erschienen viele Jahre lang im Nebelspalter (von 1936 bis 1963) und im Luzerner Tagblatt. 1940 wurde ihm erstmals eine Sonderausstellung im Kunstmuseum Luzern gewidmet, von Dezember 1954 bis Januar 1955 folgte dort eine weitere Ausstellung seiner Werke. 1949 entwarf er die Plakette der Lozärner Fasnachts mit dem Motto Böögg mit Kater.
Neben seiner Tätigkeit als Zeichner war Seppi Amrein auch ein Musiker und war als Schlagzeuger in Bands wie Giornis Jazz-Band und Maxim Band aktiv.
1955 folgte eine Anstellung an die Luzerner Schule, wo er jahrelang unter dem Motto Fröhliches Zeichnen die Schüler der 1. bis 4. Klasse unterrichtete.

## Publikationen
Neben der Veröffentlichung seiner Zeichnungen im Nebelspalter und dem Luzerner Tagblatt, erschienenen seine Zeichnungen in den Publikationen Heim und Leben, Schweizer Spiegel, Meyers Modeblatt, NZZ, Wir Brückenbauer, Weltwoche, Schweizer Familie, Sie & Er und Walliser Bote.
Zwischen 1956 und 1968 erschienen insgesamt 12 Karikaturen-Bände, die jeweils eine Zusammenfassung seiner Arbeiten für das Luzerner Tagblatt enthielten. Daneben erschienen auch einige eigenständige Bücher, für die Seppi Amrein die Illustrationen schuf. Unter dem Titel Luzerner Köpfe veröffentlichte er 1935, 1936 und 1938 Karikaturen meist lokaler Persönlichkeiten in Mappen-Form.
Seppi Amrein illustrierte die Geschichte Vom This, der noch etwas wird von Johanna Spyri für den SJW-Verlag.

### Bücher
- Seppi Amrein: Luzerner Köpfe, Mappe, Volksverlag Elgg (Oskar Eberle), 1936.
- Johanna Spyri, Zeichnungen von Seppi Amrein: Vom This, der noch etwas wird. Schweizerisches Jugendschriftenwerk, Heft Nr. 106, Zürich 1941.
- Seppi Amrein: Mit Pinsel und Stift. Reuss Verlag, Luzern 1944.
- Paul Lang, Illustrationen von Seppi Amrein: Das Schweizer Drama. Volksverlag Elgg (Oskar Eberle), 1944.
- Seppi Amrein: Hoch- und Unpolitisches. Luzern Buchdruckerei Keller & Co, Luzern 1946.
- Seppi Amrein: Lustig bis politisch – eine Anzahl Humorzeichnungen. Caviglia, Luzern 1960.
- Hans Kurman, Illustrationen von Seppi Amrein: Luzerner Typen in der Mundart. Kommissionsverlag Eugen Haag, Luzern 1961. = Ausgabe 20 von Luzern im Wandel der Zeiten.
- Seppi Amrein: Luzern durchleuchtet. Verlag Eugen Haag, Luzern 1970.